# 臺中公會堂
24°08′33″N 120°41′07″E / 24.142608°N 120.685337°E

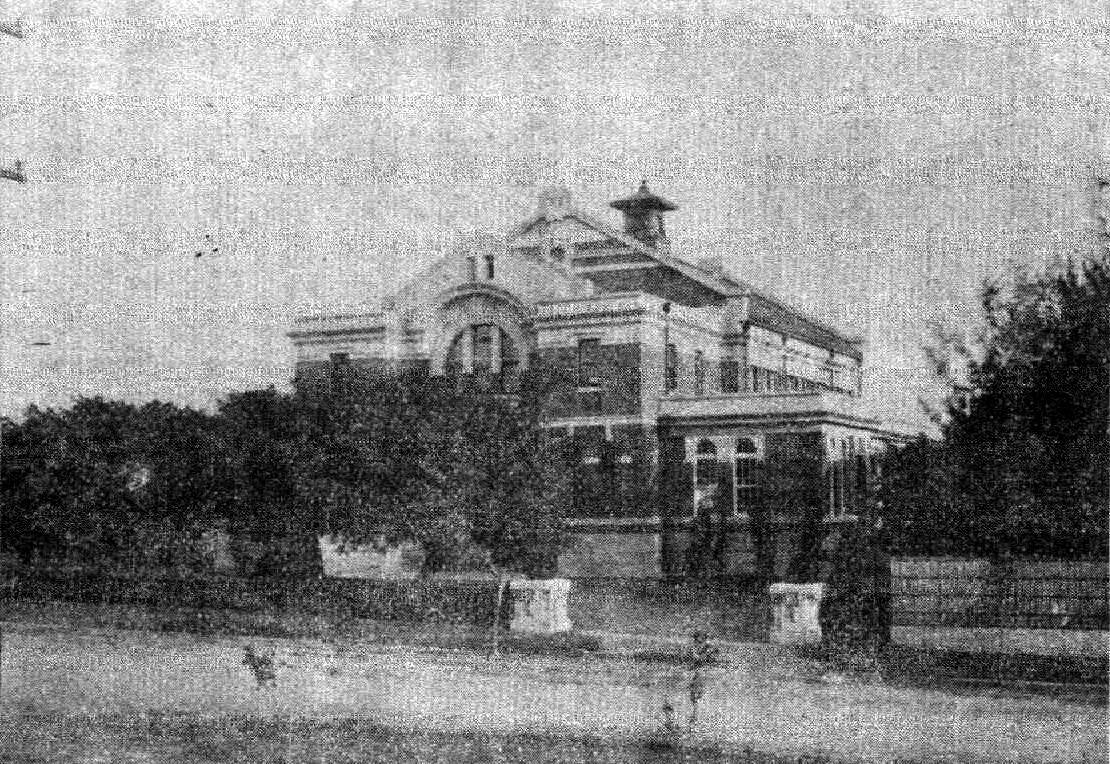
臺中公會堂

臺中公會堂為日治時期臺中市的公共集會型建築，建於1918年，位於臺中公園東南側。其在戰後改稱中山堂，於1980年代拆除，現址為自由路日曜天地Outlet。

## 介紹
臺中公會堂最初係由臺中廳下有志之士捐款78,000圓，於1918年8月31日動工，同年底落成，建築師為松崎萬長，為一棟現代文藝復興的兩層樓紅磚造建築，建坪283坪，中央廣間達180坪，可容納600人。於1920年，由加福豐次、山移定政、小畑駒三、藤利勊、林耀亭、賴墩等六人向臺灣總督府申請成立「財團法人臺中公會堂」，負責臺中公會堂的管理營運，並將臺中公會堂作為學術、技藝、宗教和慈善等活動的集會場所。1923年，台中公會堂獲臺中州補助金8,000圓，進行附屬建築物和內裝工程，同年6月底竣工。
在臺中公會堂曾舉辦多項重要活動，例如臺灣文化協會於1927年1月3日在此舉行臨時大會，全臺詩人於1930年2月在此舉行聯吟大會，臺灣地方自治聯盟於1933年8月16日在此舉行大會。

## 戰後發展
二戰後，台中公會堂改稱「中山堂」，並於1980年代被拆除，原址興建自由路立體停車場。